# Дейв Шапел

Підпис Дейва Шапела

Девід "Дейв" Шапел (народився 24 серпня 1973, Вашингтон, округ Колумбія) — американський стендап-комік, сатирик та актор.

## Біографія

### Молодість
Шапел почав цікавитися виступами типу stand-up вже в початковій школі. Натхненням для нього були улюблені комедіанти, такі, як Річард Прайор. У віці 14 років Chappelle зібрав в собі мужність, щоб виступити на сцені знаменитого Apollo Theater в Гарлемі в Нью-Йорку, де його освистали. Пізніше, під час програми Inside the Actors Studio, він описав це як навчальний досвід, який дав йому мужність продовжувати. Після розлучення батьків переїхав з матір'ю до Вашингтона, а канікули проводив з батьком. Він завершив знамениту школу мистецтв Duke Ellington School of the Arts в Вашингтоні, округ Колумбія.

### Початок кар'єри
1992 року відбувся перший концерт Шапела у телевізійній програмі «Def Comedy Jam». Наступного року він вперше знявся у фільмі «Робін Гуд: Чоловіки в трико як персонаж Apsika, а потім знявся у фільмі «Блюз федералів як Оззі. З 1994 по 1997 кар'єра Шапела  базувалась в основному на малобюджетних фільмах і невеликих виступах типу stand-up. В цей час він отримав шанс вперше показати себе у своєму власному телевізійному шоу під назвою «The Dave Chappelle Project», однак пілотний епізод не сподобався публіці. Шапел з'явився в серіалі Друзі на каналі ABC. Знявся також у фільмі «Божевільний» 1996 року.
1998 року настав переломний момент у кар'єрі Шапела — він зіграв одну з головних ролей у фільмі комедії «Салаги». Також у 1998 році Шапел прийняв іслам. В інтерв'ю в травні 2005 року для журналу «Time» він сказав: «я, звичайно, не говорю про свою релігію публічно, тому що я не хочу, щоб люди визначили мене і мої недоліки з цією чудовою річчю. І я вважаю, що це дуже гарна релігія, якщо ти розумієш її правильно».
У 2000 році Шапел в черговий раз підкорив аудиторію завдяки своїм спеціальним виступам stand-up для HBO під назвою «Killin' Them Softly».

### Зірка телебачення
2003 року Шапел дебютував у Comedy Central з власною програмою. «Chappelle's Show», в якій пародіював багато аспектів американської культури, таких як расові стереотипи, включаючи також афро-американське походження Шапела. Все це в поєднанні з його коментарями на соціальні і політичні теми  призвело до того, що програма швидко завоювала визнання критиків і мала комерційний успіх. Під кінець другого сезону вона була однією з найпопулярніших програм кабельного телебачення, поступаючись місцем лише мультфільму South Park. Крім того, перший сезон програми випущений на DVD був найбільш продаваною тб-програмою на DVD. До величезної популярності компанія Viacom , що виробляє Comedy Central запропонувала Шапелу контракт на 55 мільйонів доларів (і прибуток від продажу DVD-дисків) за продовження програми «Chappelle's Show» протягом наступних двох років.
Раптова популярність програми і слава створили для Шапела нові проблеми. Наприклад, один з його найвідоміших скетчів — про Ріка Джеймса, відомого музиканта. У скетчі Шапел вигукує фразу „I'm Rick James, Bitch!” (Я — Рік Джеймс, сука!"), яка швидко стала частиною популярної культури. Незабаром, на жаль для Шапела, цю фразу стали вигукувати його шанувальники куди б він не пішов, часто в присутності його дружини і дітей. Під час виступу в Southern Illinois University Carbondale Шапел перервав виступ через глядача, який не втомлювався повторювати знаменитий вигук про Ріка Джеймса. 

### Проблеми з третім сезономChappelle's Show
Комік шокував шанувальників та індустрію розваг, коли під час зйомок третього сезону програми «Chappelle's Show» раптово поїхав. Шапел тоді оголосив, що він був незадоволений тим, у якому напрямку рухалася програма, стверджуючи, що тиск з боку керівництва станції впливав на зміст програми. Chappelle "втік" із Сполучених Штатів, щоб відвідати Південну Африку. Рішення викликало спекуляції на тему його психічних проблем, пов'язаних з наркотиками, які Шапел пізніше спростував. 11 травня 2005 року, деякі джерела повідомили інформацію, що комік звернувся в психіатричну клініку в ПАР, що Chappelle неодноразово заперечував. 14 травня 2005, журнал «Time» оголосив про те, що один з його репортерів взяв у Шапела  інтерв'ю в Південній Африці, під час якого комік заявив, що не лікував психіку. Він також заявив, що причиною візиту в ПАР було бажання задуматися над своїм життям і кар'єрою.
3 серпня 2005 року, Чарлі Мерфі, який був однією із зірок «Chappelle's Show» дав інтерв'ю для «TV Guide», в якому повідомив, що Шапел  закінчив зі своєю програмою і не має наміру до неї повернутися.

### Повернення
Наприкінці 2005 року Шапел повернувся на свою 65-акрову ферму неподалік від Yellow Springs і дав кілька імпровізованих виступів в Лос-Анджелесі, Сан-Франциско і Ньюпорті.
18 грудня 2005 року Шапел дав інтерв'ю для програми «За дверима Actors Studio», під час якого заявив, що смерть його батька мала сильний вплив на рішення про поїздку в Південну Африку і втечі від тиску слави. Він також сказав, що чутки про нього і його проблеми з наркотиками переконали його, щоб він залишився в Південній Африці.
3 лютого 2006 року під час інтерв'ю для програми шоу Опри Вінфрі комік заявив, що «не був божевільним», тільки «оточення створювало неймовірний тиск». Він сказав: «Я йшов на роботу над програмою і кожен день почував себе жахливо, це було неправильно. [...] Я відчував себе як якась повія. Якщо я відчуваю себе так погано, то навіщо мені там з'являтися? Я їду в Африку. Найскладніше- це бути чесним із самим собою, особливо якщо всі дивляться на тебе…». Також зізнався, що відчував, що деякі з його скетчів були соціально безвідповідальними.
Під час цих інтерв'ю Шапел не виключив повернення до «Chappelle's Show» , «щоб закінчити те, що почали», однак пообіцяв, що не повернеться, поки не відбудуться зміни виробництва, такі як поліпшеня умови праці. Сказав також, що хотів би віддати половину прибутку від продажу DVD на благодійні цілі і людям, які його підтримували. Шапел  висловив презирство до ідеї випуску незавершеного матеріалу з третього сезону його програми, кажучи, що такий крок буде "жорстоким", і він не повернеться до програми, якщо Comedy Central випустить незакінчений матеріал. 9 липня 2006 року Comedy Central випустила перший епізод «Chappelle's Show: The Lost Episodes». Реліз на DVD з‘явився в магазинах 25 липня 2006 року.

## Випуск програми на DVD
- Chappelle's Show – перший сезон, 2004
- Chappelle's Show – другий сезон, 2004
- Chappelle's Show – Lost Episodes", July 25, 2006
- Dave Chappelle – Killin' Them Softly, 2000
- Dave Chappelle – For What it's Worth, 2004
- Дейв Chappelle s Block Party, 2006

## Фільмографія
- Wanda at Large (2003) (серіал) — Vincent
- Шоу Шаппелла / Chappelle's Show (2003-2006) (серіал) — Various
- Ляльки, що говорять  / Crank Yankers (2002-2007) (серіал) — Francis / Shavin
- Таємний брат / Undercover Brother (2002) — Conspiracy Brother
- Історія одного викрадення / Screwed (2000) — Rusty P. Hayes
- 200 сигарет / 200 Cigarettes (1999) — Disco Cabbie
- Діамантовий поліцейський / Blue Streak (1999) — Tulley
- Вам лист / you've Got Mail (1998) — Kevin Jackson
- Ву / Woo (1998) — Lenny
- Напівпропечений / Half Baked (1998) — Thurgood Jenkins / Sir Smoke-a-Lot
- Bowl of Pork (1997) — Black Forrest Gump
- Damn Whitey (1997) — Dave
- Повітряна в'язниця / Con Air (1997) — Pinball
- Справжня блондинка / The Real Blonde (1997) — Zee
- Buddies (1996) (серіал) — Dave Carlisle
- Квартирка Джо / joe's Apartment (1996) — Cockroach
- Божевільний професор / The Nutty Professor (1996) — Reggie Warrington
- Доктор Катц / Dr. Katz, Professional Therapist (1995-2000) (серіал) — Dave
- Вступ / Getting In (1994) Ron ...
- Робін Гуд: Чоловіки в трико / Robin Hood: Men in Tights (1993) ... Ahchoo
- Сімейство Блюз під прикриттям / Undercover Blues (1993) — Ozzie
- Великий ремонт / Home Improvement (1991-1999) (серіал) — Dave
- Кінець серпня / The End of August (1982) — Kid on beach

1. ↑  SNAC — 2010.
2. ↑  BlackPast.org — 2004.
3. ↑  https://discord.gg/gphWvGa9

## Зовнішні посилання
- Dave Chappelle на сайті IMDb (англ.)
- Comedy Central: Chappelle's Show [Архівовано 4 березня 2011 у Wayback Machine.] – Офіційний сайт Comedy Central, присвячена програмі Chappelle's Show
- Сценки з програми Chappelle's Show [Архівовано 14 серпня 2017 у Wayback Machine.]